# Cancroidea
Cancroidea (лат.) — надсемейство морских крабов. Включает 2 семейства: Atelecyclidae и Cancridae. Донные животные, распространены во всех океанах. Четыре других семейства были выделены в новые надсемейства: Cheiragonidae в Cheiragonoidea, Corystidae в Corystoidea, а также Pirimelidae и Thiidae в Portunoidea.